# Turkestan-Siberische spoorlijn

Route

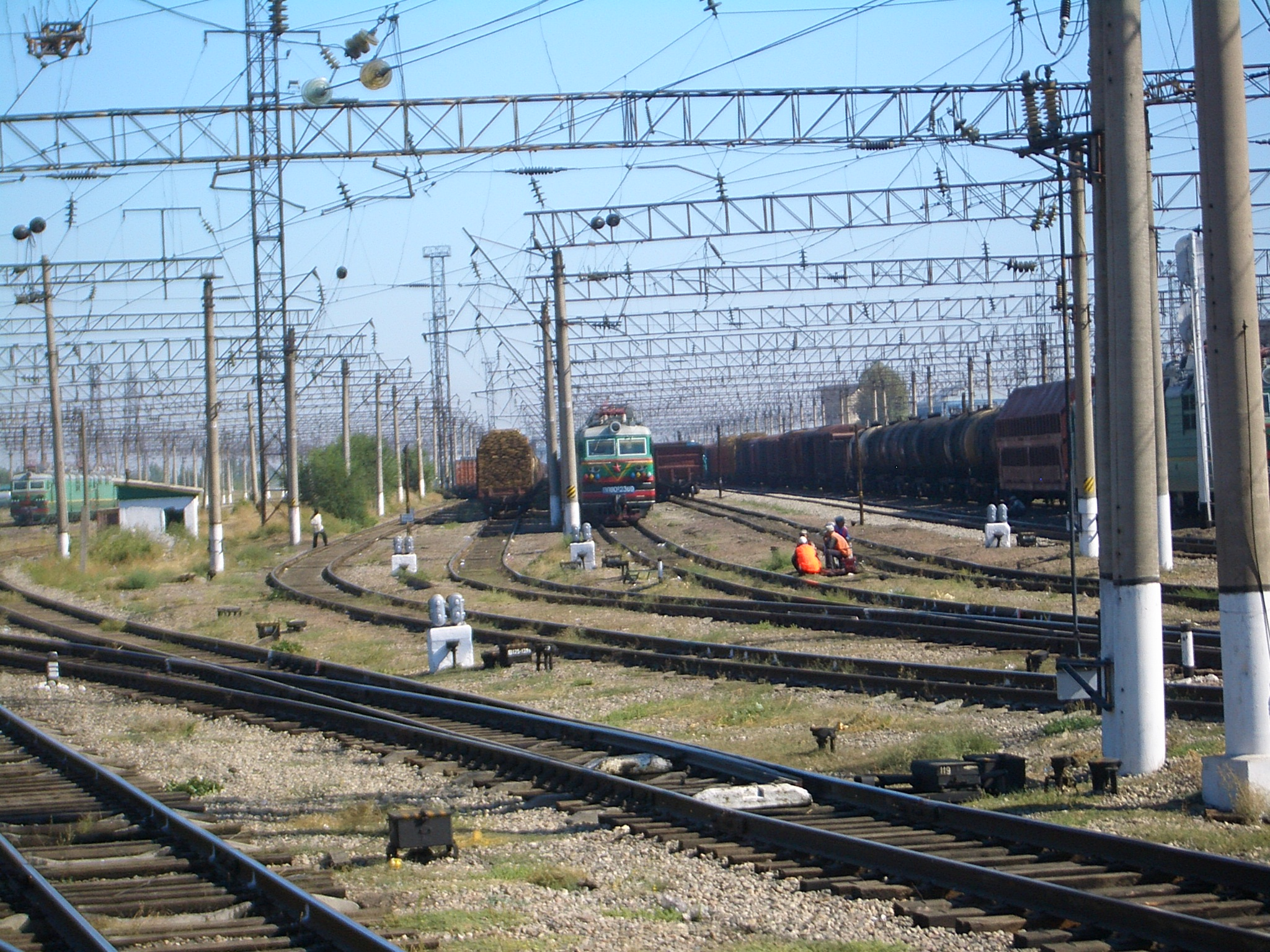
De spoorkruising bij Şu

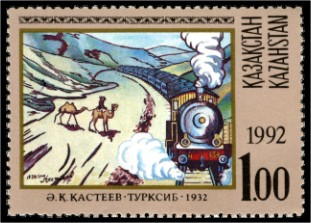
Kazachse postzegel uit 1992 van een schilderij van de Turksib uit 1932 van de Kazachse schilder Äbilxan Qastejev

De Turkestan-Siberische spoorlijn (Russisch: Туркестано-Сибирская железная дорога), afgekort Turksib (Турксиб) is een spoorlijn die Centraal-Azië verbindt met Siberië. Het grootste deel ervan werd aangelegd tussen 1926 en 1931.
De spoorlijn start ten noordwesten van de Oezbeekse hoofdstad Tasjkent bij Arys, waar deze aftakt van de Trans-Kaspische spoorlijn. Van daaruit loopt de lijn grofweg naar het noordwesten door Şımkent, Taraz, Bisjkek naar de voormalige Kazachse hoofdstad Almaty. Vandaar voert de lijn verder naar het noorden door Semey naar de Russische grens. In Rusland loopt de spoorlijn door de stad Barnaoel en eindigt in Novosibirsk, waar ze aansluit op de Trans-Siberische spoorlijn.

## Voorgeschiedenis
Het idee voor een spoorlijn tussen Siberië en Russisch Turkestan werd voor het eerst gelanceerd in 1886. Op 15 oktober 1896 werd door de doema van Verny (nu Almaty), dat toen de bestuursplaats van Zevenstromenland (Semiretsje) vormde, een commissie opgezet om de uitvoerbaarheid te bekijken van een Turkestan-Siberische spoorlijn. Verwacht werd toen dat de spoorlijn het transport van katoen van Centraal-Azië naar Siberië en het transport van goedkoop graan uit Siberië en Zevenstromenland naar de Ferganavallei zou kunnen bevorderen. Met een oostelijke tak zou Rusland zijn militaire en economische aanwezigheid langs de Chinese grens kunnen versterken.
In 1900 was men reeds begonnen met de praktischer geachte en westelijker gelegen Trans-Aralspoorlijn (Tasjkentspoorlijn) tussen Tasjkent en de Oeralstad Orenburg, die werd voltooid in 1906.
In 1906 besloot de Russische regering de aanleg te financieren van het eerste traject Barnaoel - Semipalatinsk (nu Semey) - Verny (nu Almaty) - Arys. Een team van Russische ingenieurs onderzocht in 1907 op gedetailleerde wijze de steppe- en halfwoestijngebieden waar de lijn doorheen zou voeren; het zuidelijk deel tot aan de rivier de Ili door een groep onder leiding van ingenieur Golembiovski en het noordelijke deel vanaf Semipalatinsk door een groep onder leiding van ingenieur Glezer. Een groep onder leiding van ingenieur Struve deed statistisch-economisch onderzoek in het gebied, dat uitmondde in een rapport in 1909. In dezelfde periode werd onder leiding van ingenieur Adrianov onderzoek gedaan naar verschillende tracés van de Trans-Siberische spoorlijn naar Semipalatinsk. Op 21 oktober 1915 werd het 650 kilometer lange noordelijke deel van Novonikolajevsk (nu Novosibirsk) via Barnaoel naar Semipalatinsk geopend onder de naam Altajspoorlijn: Eerst op tijdelijke basis, maar vanaf 1917, op het hoogtepunt van de Eerste Wereldoorlog, op permanente basis.
Tegelijkertijd werd in 1906 vanuit het zuiden de Zevenstromenlandspoorlijn begonnen met de aanleg van het zuidelijke deel van Arys (waar de spoorlijn aftakt) richting Aoelieje-Ata (later achtereenvolgens Mirzojan, Dzjamboel en Zjamboel genoemd, nu Taraz), Loegovaja en verder naar Verny. Deze en de sectie die bij Loegovaja moest aftakken richting Pisjpek (later Froenze, nu Bisjkek) en Tokmak (nu Tokmok); de 'Semipalatinskspoorlijn', werd overgelaten aan een door de Fransen gefinancierd en door de Russen bestuurd privaat spoorwegconsortium. Tot de gedwongen bouwstop in verband met de Februari- en Oktoberrevoluties in 1917 werd hiervan ongeveer 200 kilometer aangelegd tot aan station Boernoje op 70 kilometer van Aoelieje-Ata. Na de beëindiging van de Russische Burgeroorlog werd het werk weer opgepakt door de Sovjetleiding en werd deze tak tussen 1921 en 1924 verder doorgetrokken naar Loegovaja tot aan Pisjpek, waarmee ze 550 kilometer lang was. De sectie Pisjpek-Tokmak kwam uiteindelijk pas in 1942 klaar en in 1950 kwam een verdere sectie van Tokmak naar Rybatsje (nu Balykčy) gereed.
Tijdens de Russische Burgeroorlog kregen de Witten onder leiding van admiraal Koltsjak de macht over de spoorlijnen in Siberië en Centraal-Azië. Op bevel van Koltsjak werd de lijn van Novonikolajevsk van 1918 tot 1919 verder doorgetrokken van Semipalatinsk naar Ajagöz 140 kilometer verderop, maar om onduidelijke redenen werd deze onmiddellijk weer opgebroken door de bolsjewieken nadat deze Koltsjak hadden verslagen.

## Bouw van de Turksib
De verbinding van de beide delen van de Turkestan-Siberische spoorlijn vormde een van de belangrijkste thema's van het eerste vijfjarenplan en werd als zodanig breed uitgemeten in de Sovjet-propaganda. De bouw werd ingezet met een besluit van de Raad voor Arbeid en Defensie van de Sovjet-Unie op 3 december 1926.
De overgebleven 1442 kilometer spoorlijn werd aangelegd door de steppes, halfwoestijnen, bergrivieren en rotsgebergtes van het zuidoosten van de Kazachse ASSR. De voorbereiding voor de bouw startte in april 1927, maar pas op 15 september werd de eerste dwarsligger geplaatst vanaf Semipalatinsk en vanaf de andere zijde, station Loegovaja, begonnen de werkzaamheden op 19 november. Een groot deel van de spoorlijn werd aangelegd met behulp van Goelagdwangarbeid, waaronder etnische Finnen en Esten, die op bevel van Stalin waren gedeporteerd uit Ingermanland.
Volgens Kazachs gebruik verliet de eerste locomotief Loegovaja over de nieuwe lijn door een speciaal gebouwde boog, die een joert moest voorstellen waardoorheen de 'nieuwgeborene' moest worden gedragen. Aan de ene zijde van deze boog stond 'Turkestan' geschreven en aan de andere zijde 'Siberië'. Over de locomotief hing een rood vaandel met de Russische slogan "jij brengt ons Siberië" (Dajosj Sibir).
Tegen mei 1929 was 562 kilometer spoorlijn aangelegd naar het noorden en 350 kilometer naar het zuiden. Op delen reden toen al treinen. Op 10 mei 1929 werd de eerste passagiersdienst opgezet tussen Semipalatinsk en Sergiopol (nu Ajagoz). In 1929 werd ook een documentaire uitgebracht over de bouw van de spoorlijn onder leiding van Viktor Toerin, die geldt als een van de belangrijkste Russische documentaires uit de late periode van de stomme films. In dezelfde tijd werd het begrip 'Turkestan-Siberische spoorlijn' bedacht, waaruit door samentrekking 'Turksib' ontstond.
Op 21 april 1930 bereikten het noordelijke en zuidelijke deel elkaar en was de lijn formeel gezien voltooid. Op 28 april middernacht werd de 'zilveren spijker' geslagen op het punt waar de sporen samenkwamen; station Ogyz-Korgan (44° 37′ 24″ NB, 77° 59′ 32″ OL) tussen Kok-Su en Saryozek, dat om deze reden werd hernoemd tot Ajna-Boelak ("spiegelende beek"), 8 maanden voor de geplande datum. Ter herdenking van dit moment werd een monument voor Lenin opgericht bij Ajna-Boelak.
De eerste locomotief die van Tasjkent naar Semipalatinsk reed (de E-1441), werd in 1974 als gedenkteken in Alma-Ata (nu Almaty) geplaatst, dat toen de hoofdstad vormde van de Kazachse SSR. Op 2 januari 1931 werd de 1452 kilometer lange lijn tussen Semipalatinsk en Loegovaja geopend. Het begrip 'Turksib' werd toen uitgebreid tot over de pre-revolutionaire stukken spoorlijn, waardoor de totale lengte op 2351 kilometer kwam; van Novosibirsk tot Arys. Met de voltooiing van de Turksib ontstond een belangrijke verbinding tussen de opkomende Siberische industriegebieden (met name de Koezbass) en een belangrijk deel van Sovjet-Centraal-Azië. Vanuit Arys had de spoorlijn namelijk aansluiting op de Trans-Aralspoorlijn die door de Vallei van Fergana en langs Stalinabad (nu Doesjanbe) voert en de uit de jaren 80 van de 19e eeuw stammende Trans-Kaspische spoorlijn, die Samarkand, Buchara, Asjchabad en Krasnovodsk (nu Türkmenbaşy) aan de Kaspische Zee ontsloot.

## Exploitatie
Na de openstelling in 1931 kreeg de Turksib een eigen kantoor in Alma-Ata (nu Almaty), dat echter aanvankelijk alleen verantwoordelijk was voor de 1861 kilometer tussen Semipalatinsk en Arys en de zijtakken daarvan, waaronder:
- Loegovaja - Froenze (de naam van Pisjpek vanaf 1926) en in stappen tot 1950 de verlenging tot Rybatsje (nu Balykči) aan het meer Ysykköl: 322 km
- Alma-Ata, aftakking naar het stadscentrum (1931): 10 km
- Tsjimkent (nu Şimkent) - Lenger (1934): 29 km
- Koksu - Taldy-Koergan (nu Taldıqorğan) en aftakking naar Tekeli (1941): 95 km
- Dzjamboel (Taraz) - Qaratau (1946): 90 km

In de eerste jaren verdubbelde het transport over de lijn elke vijf jaar, hetgeen veroorzaakt werd door de opzet van het gigantomanische Oeral-Koeznetskkombinat (ijzer uit Magnitogorsk voor steenkool uit het Koeznetskbekken), waarvoor onder andere steenkool uit het bekken van Qarağandı was vereist (vanaf de jaren 30 werd ook onder andere Centraal-Azië bij het kombinat betrokken), dat nu binnen handbereik lag door de spoorlijn. Echter reeds in 1934 kwamen de eerste negatieve berichten; de lijn die in de eerste plaats bedoeld was voor het vervoer van hout, graan en katoen, was niet toereikend. In 1936 schreef de Pravda dat de spoorlijn op veel punten niet voldeed; er waren te veel lege wagons, er werd te weinig vervoerd en de treinsnelheid lag te laag (volgens de taakstelling die van bovenaf was opgelegd). In de Tweede Wereldoorlog daalde het vervoer sterk. Het werk ging echter verder en in 1943 werd een aftakking aangelegd van Koksu naar Taldy-Koergan (nu Taldıqorğan) met een aftakking naar Tekeli bij Karaboelak. In 1953 werd de Karagandaspoorlijn aangesloten op de Turksib bij Tsjoe (nu Šu), waarmee de lijn werd aangesloten op het spoornetwerk van noordwestelijk Kazachstan en in 1958 werd de Turksib verenigd met de Karagandaspoorlijn in de Kazachse spoorwegen. In 1956 werd begonnen met de aanleg van nog een spoorlijn van Barnaoel naar semipalatinsk als alternatieve Turksib. In 1960 werd een tak geopend van Aktogaj naar de Sovjet-Chinese grens bij Droezjba ("vriendschap", nu Dostıq). Deze vriendschap met China bekoelde echter snel door de ruzie tussen Choesjtsjov en Mao, waardoor deze tak een strategische betekenis kreeg om snel Sovjettroepen naar de grens te kunnen brengen. Na het Amoerconflict verbeterden de verhoudingen weer langzamerhand, zodat in 1985 de spoorlijn kon worden uitgebreid met een westelijke verbinding naar station Sajak en naar het oosten naar de Chinese stad Ürümqi.
In 1971 werd de Alma-Ata-spoorlijn, die de opvolger vormde van de Turksib, bestuurlijk afgesplitst van de Kazachse spoorwegen. Het stuk spoorlijn Novosibirsk - Semipalatinsk bleef echter tot aan de onafhankelijkheid buiten de Kazachse spoorwegen; eerst viel het onder de Altajspoorlijn; vervolgens vanaf 1918 onder haar opvolger de Tomskspoorlijn; vanaf 1934 onder de Oost-Siberische spoorlijn; vanaf 1961 onder de West-Siberische spoorlijn, waar het deel tot de Russische grens bij Lokot nog altijd onder valt.
Vanaf 1989 werd begonnen met het elektrificeren van de Turksib vanuit het westen. In 2001 werd hierbij Almaty bereikt. Tussen Almaty en Šu rijden sinds 2003 Talgo's, die oude hoofdstad Almaty met de nieuwe hoofdstad Nur-Sultan verbinden en de snelste treinen van het Kazachse spoorwegnet vormen.
In 1996 werden alle spoorwegen in Kazachstan ondergebracht in het staatsbedrijf Qazaqstan Temir Zholy (Kazachse spoorwegen). In dezelfde periode werd de lijn Loegovaja - Bisjkek (tot 1991 Froenze) - Balykčy en haar zijtakken onderdeel van het Kirgizische staatsbedrijf Kyrgyz Temir Žolu (Kirgizische spoorwegen).
In 2001 werd een noordelijke verbinding tussen de Turksib en de Trans-Aralspoorlijn voltooid tussen Aqsu (het vroegere Jermak, bij Pavlodar) en Konetsjnaja (bij Semey), die ook wel de 'Kazachse Turksib' wordt genoemd en onderdeel moet gaan vormen van de al ruim 40 jaar geprojecteerde Trans-Aziatische spoorlijn. Dit was de eerste spoorlijn die sinds de onafhankelijkheid van Kazachstan is aangelegd.